# Tuns landskommun
Tuns landskommun var en tidigare kommun i dåvarande Skaraborgs län.

## Administrativ historik
När kommunbegreppet infördes i samband med att 1862 års kommunalförordningar trädde i kraft inrättades över hela landet cirka 2 400 landskommuner.
I Tuns socken i Åse härad i Västergötland inrättades denna kommun.
Vid kommunreformen 1952 bildade den storkommun tillsammans med Friels landskommun och Karaby landskommun.
Den 1 januari 1953 överfördes området Kiljamosse, omfattande en areal av 0,32 km² (varav allt land) och 2 invånare, från Älvsborgs län, Västra Tunhems landskommun och Vänersnäs församling till Karaby församling i Tuns landskommun.
Den 1 januari 1969 upplöstes den och samtliga delar uppgick i Lidköpings stad som sedan 1971 blev Lidköpings kommun.
Kommunkoden var 1952-1973 1601.

### Kyrklig tillhörighet
I kyrkligt hänseende tillhörde kommunen Tuns församling. Den 1 januari 1952 tillkom Friels församling och Karaby församling.

## Geografi
Tuns landskommun omfattade den 1 januari 1952 en areal av 49,78 km², varav 49,64 km² land.

### Tätorter i kommunen 1960
| Tätort                 | Folkmängd |
| ---------------------- | --------- |
| Såtenäs flottiljområde | 453       |
| Såtenäs villastad      | 449       |

Tätortsgraden i kommunen var den 1 november 1960 50,5 procent.

## Politik

### Mandatfördelning i valen 1942-1966
| 10 | 10 |

| 20 |

| 8 | 12 |

| 19 |

| 10 | 7 | 8 | 5 |

| 30 |

| 10 | 7 | 8 | 5 |

| 30 |

| 9 | 7 | 8 | 6 |

| 30 |

| 10 | 7 | 8 | 5 |

| 28 |

| 9 | 8 | 9 | 4 |

| 29 |